# Обсерваторія Дансінк
Дансінкська обсерваторія (англ. Dunsink Observatory, ірл. Réadlann Dhún Sinche) — астрономічна обсерваторія в Ірландії, заснована 1785 року. Розташована в Дансінку, за 8 км від центру Дубліна.
Від кінця XVIII століття директор обсерваторії за посадою був королівським астрономом Ірландії, ця традиція проіснувала до проголошення незалежності Ірландії 1921 року. Найвідомішим директором обсерваторії (і, відповідно, королівським астрономом Ірландії) був видатний математик Вільям Гамільтон, який займав ці посади від 1827 до 1865 року — довше, ніж будь-хто за всю історію. В кінці XX століття через розростання Дубліна в обсерваторії різко погіршилися умови для спостереження, і її телескоп нині використовується тільки для публічних демонстрацій під час так званих «Відкритих ночей».

## Історія
Обсерваторію побудовано на південному схилі невисокого пагорба в містечку Дансінк, на висоті 84 м над рівнем моря. Найбільший телескоп, який використовували в обсерваторії — 12-дюймовий рефрактор, побудований Томасом Граббом із Дубліна 1868 року. Ахроматичні лінзи для телескопа діаметром 11,75 дюйма подарував 1862 року сер Джеймс Саут, який придбав їх у Парижі за 30 років до того, але не зумів використати належним чином.
У довіднику Thom's Directory (1850) наведено такий опис обсерваторії:

Астрономічна обсерваторія Дублінського університету, Дансінк

Королівський астроном сер Вільям Ровен Гамільтон, А.М.LL.D.,

Помічник астронома Чарлз Томсон, есквайр.
Це обсерваторія, заснована Френсісом Ендрюсом, есквайром, доктором права, проректором Триніті-коледжу, зведена 1785 року, відповідно до закону, від 1791 року перебуває під керівництвом Королівського астронома Ірландії, спочатку доктора Генрі Ушера, а потім доктора Брінклі, єпископа Клойну.
Обсерваторію обладнано астрономічними інструментами і відкрито для всіх осіб, зацікавлених в астрономічній науці, за сприяння нинішнього Помічника астронома. Координати обсерваторії: 53° 23'13" північної широти, 6° 20' 15" західної довготи.

Дублінський середній час, офіційний час в Ірландії від 1880 року, був середнім сонячним часом в Дансінку, так само як середній час за Гринвічем (GMT) був середнім сонячним часом Гринвіцької королівської обсерваторії. 1916 року Ірландія перейшла на середній час за Гринвічем. 1936 року Триніті-коледж припинив утримання обсерваторії і здав її територію в оренду. 1940 року прем'єр-міністр Ірландії Еймон де Валера з метою відродження обсерваторії заснував Дублінський інститут перспективних досліджень (DIAS), а 1947 року заснував у його структурі Школу космічної фізики.

## Директори
1783 року фонд Френсіса Ендрюса, окрім обсерваторії, заснував посаду ендрюсівського професора астрономії в Дублінському університеті, регламентовану новим Статутом Триніті-коледжу, який зобов'язував професора «регулярно спостерігати за небесними тілами … Сонцем, Місяцем і планетами». Від 1793 року, відповідно до указу короля Георга III, ендрюсівський професор астрономії отримував звання Королівського астронома Ірландії. Пост ендрюсівського професора астрономії залишався вакантним після 1921 року, але 1966 року його скасовано після прийняття нового статуту університету та відновлено 1984 року як почесне звання для керівника Школи космічної фізики DIAS, який був директором Дансінкської обсерваторії від моменту створення школи 1947 року.
| Період перебування на посаді | Директор                    | Інші титули директора                                                              | Примітки |
| ---------------------------- | --------------------------- | ---------------------------------------------------------------------------------- | --- |
| 1783-1790                    | Преподобний Генрі Ушер      | Ендрюсівський професор астрономії                                                  | Помер, перебуваючи на посаді |
| 1792-1827                    | Преподобний Джон Брінклі    | Ендрюсівський професор астрономії, Королівський астроном Ірландії (від 1793)       | Призначено єпископом Клойну 1826 року |
| 1827-1865                    | Сер Вільям Ровен Гамільтон  | Ендрюсівський професор астрономії, Королівський астроном Ірландії                  | Призначений на посаду у віці 21 року, бувши ще студентом. Відомий також як видатний математик, розробник гамільтонової механіки, теорії кватерніонів тощо. Помер, перебуваючи на посаді |
| 1865-1874                    | Франц Брюннов               | Ендрюсівський професор астрономії, Королівський астроном Ірландії                  | Пішов на пенсію за станом здоров'я |
| 1874-1892                    | Сер Роберт Ставелл Болл     | Ендрюсівський професор астрономії, Королівський астроном Ірландії                  | 1892 року став Лоундським професором астрономії та геометрії в Кембриджі |
| 1892-1897                    | Артур Рембо                 | Ендрюсівський професор астрономії, Королівський астроном Ірландії                  | 1897 року став директором обсерваторії Редкліффа в Оксфорді |
| 1897-1906                    | Чарльз Джаспер Джоулі       | Ендрюсівський професор астрономії, Королівський астроном Ірландії                  | Помер, перебуваючи на посаді |
| 1906-1912                    | Сер Едмунд Тейлор Віттекер  | Ендрюсівський професор астрономії, Королівський астроном Ірландії                  | 1911 року став професором Единбурзького університету |
| 1912-1921                    | Генрі Крозер Кітінг Пламмер | Ендрюсівський професор астрономії, Королівський астроном Ірландії                  | 1921 року став професором математики у військовому училищі Вулвіч (Лондон)а. |
| 1921-1936                    | Чарльз Мартін               |                                                                                    | Виконувач обов'язків. Помер, перебуваючи на посаді |
| 1936-1947                    | вакансія                    |                                                                                    | Астрономічні спостереження не велися |
| 1947-1957                    | Герман Брюк                 | Директор школи космічної фізики DIAS                                               | 1957 року став Королівським астрономом Шотландії |
| 1958-1963                    | Мервін Арчдел Еллісон       | Директор школи космічної фізики DIAS                                               | Помер, перебуваючи на посаді |
| 1964-1992                    | Патрік Артур Веймен         | Ендрюсівський професор астрономії (від 1984), Директор школи космічної фізики DIAS | Пішов на пенсію |
| 1994-2007                    | Еверт Меєрс                 | Старший професор DIAS                                                              | Пішов на пенсію |
| 2007-2018                    | Люк Друрі                   | Ендрюсівський професор астрономії, Директор школи космічної фізики DIAS            | Пішов на пенсію |
| 2018- наст. час              | Пітер Галлахер              | Старший професор DIAS, керівник відділення астрономії та астрофізики               | |